# Richard Corliss
Richard Nelson Corliss (Philadelphia, 6. ožujka 1944. – New York, 23. travnja 2015.) je američki filmski kritičar i urednik poznatog američkog časopisa Time, gdje se kao novinar i urednik najviše osvrtao na vrijednost i poučnost filmova koje je ocijenjivao i proučavao.
Osim u Timeu Corliss je radio i kao urednik Film Commenta, te je autor triju knjiga, uključujući i knjige Talking Pictures, u kojoj je skrenuo pozornost na razlike u radu scenarista i redatelja. 

## Životopis
Richard Corliss rođen je 6. ožujka 1944. u Philadelphiji, u američkoj saveznoj državi Pennsylvaniji, kao sin Paula William Corlissa i Elizabethe Brown (rođ. McCluskey). Pohađao je St. Joseph's College (Philadelphia), prije nego što se upisao na Sveučilište Columbia, gdje je dobio naslov diplomiranog filmskog kritičara. Nakon završetka sveučilišta, oženio se s Mary Elizabeth Yushak u nedjelju 31. kolovoza 1969., koja je bila kustosica i arhivistica odjela za povijest filma u Muzeju moderne umjetnosti MoMA. U svojoj dugoj i uspješnoj karijeri napisao je 3 knjige i nekolio stotina kritika i recenzija za filmove u razdoblju od 1970. do svoje smrti 23. travnja 2015., kada je preminuo pod bolničkom skrbi zbog moždanog udara.

## Vanjske poveznice
- In Memoriam - časopis Time
- Životopis na Allmovie
- Corliss's Top Ten Picks  Arhivirana inačica izvorne stranice od 29. listopada 2005. (Wayback Machine) - godišnji popis deset najdražih Corlissovih filmova
- Top 100 Movies Ever  Arhivirana inačica izvorne stranice od 12. ožujka 2010. (Wayback Machine) - lista najboljih filmova ikad snimljenih koju je Corliss napravio s Richardom Schickelom